# Peter Wellington
Peter Wellington é um diretor de cinema e televisão canadense. Seus filmes têm incluído Joe's So Mean to Josephine, pela qual ganhou o Claude Jutra Award (Prêmio Claude Jutra) em 1996, Luck (2003) e Cottage Country (2013).
Seu irmão, David, também é um diretor de cinema e televisão.